# Piera Degli Esposti
Piera Degli Esposti (Bolonia; 12 de marzo de 1938-Roma; 14 de agosto de 2021) fue una actriz y directora de escena italiana.

## Carrera artística
Comenzó su carrera teatral en los años 1960 con Gigi Proietti en el Gruppo dei 101 dirigido por Antonio Calenda.
Durante su trayectoria teatral en Italia ha trabajado con muchos directores relevantes entre los cuales están Maurizio Scaparro, Giancarlo Cobelli, Aldo Trionfo, Roberto Guicciardini, Sandro Sequi, Massimo Castri, Cherif, etc.
Con Dacia Maraini escribió su autobiografía, Storia di Piera (Historia de Piera), de la que Marco Ferreri hizo la película homónima, con Marcello Mastroianni y Hanna Schygulla. Más tarde y gracias a Ferreri, Piera Degli Esposti colaboraría en la escenografía de la película Il futuro è donna. 
Su carrera cinematográfica comenzó en 1967 con Trio, película dirigida por Gianfranco Mingozzi. Después fue dirigida en películas por directores como Lina Wertmüller, Nanni Moretti, Marco Bellocchio, Aurelio Grimaldi, Giorgio Treves, Paolo y Vittorio Taviani, Fiorella Infascelli, etc. Ha participado en películas con actores como Ugo Tognazzi, Alberto Sordi, Sergio Castellitto, Alessandro Haber. 
En 1969 fue dirigida por Pier Paolo Pasolini en su película Medea
En el teatro, durante los años 1970, fue la actriz principal del Teatro Stabile d'Abruzzo.

### Directora de escena
Como directora de escena de óperas, ha llevado a cabo obras como Lodoletta de Pietro Mascagni, La Voix humaine de Francis Poulenc, Notte di un nevrastenico de Nino Rota.

## Premios
En 2003 ganó el premio David di Donatello a la mejor actriz de reparto por su trabajo en la película L'ora di religione del director Marco Bellocchio.

## Fallecimiento
Piera Degli Esposti murió el 14 de agosto de 2021. Se encontraba internada en el hospital Santo Spirito de Roma y su deceso se produjo a raíz de sufrir complicaciones pulmonares. Tenía ochenta y tres años.

## Filmografía
- Trio (1967)
- Questi fantasmi (1967)
- Medea (1969)
- Sotto il segno dello scorpione (1969)
- Sogni d'oro (1981)
- Giocare d'azzardo (1982)
- Scherzo del destino in agguato dietro l'angolo come un brigante da strada (1983)
- Historia de Piera (1983)
- Il futuro è donna (1984)
- La coda del diavolo (1986)
- Don Bosco (1988)
- Nerolio (1996)
- Metalmeccanico e parrucchiera in un turbine di sesso e politica (1996)
- Ferreri I Love You (2001)
- Hotel Dajti  (2001)
- L'ora di religione (2001)
- Il vestito da sposa (2004)
- Compleanno (2005)
- Il Trentasette (2005)
- 4-4-2: il gioco più bello del mondo (2006)
- La sconosciuta (2006)
- Tre donne morali (2006)
- Il buio intorno (2007)
- L'uomo che ama (2008)
- Il Divo (2008)